# Leónidas Plaza
Leónidas Plaza Gutiérrez (ur. 18 kwietnia 1865, zm. 1932) – ekwadorski polityk i generał.
Należał do zwolenników generała Eloya Alfaro, u boku którego walczył w wojnie domowej 1882-1883, po czym wyjechał z kraju. Wstąpił w szeregi armii salwadorskiej, gdzie dosłużył się stopnia pułkownika. W 1895 reemigrował, by w latach 1901-1905 sprawować z ramienia liberałów urząd prezydenta. W 1911 był ministrem wojny. Został przywódcą frakcji przeciwnej Eloyowi Alfaro, prawdopodobnie odpowiedzialny był za jego zamordowanie. W 1912 ponownie objął urząd prezydenta. Był nim do 1916, jednak dopiero w 1925 jego znaczne wpływy polityczne przestały się liczyć.
Jego synem był prezydent Galo Plaza Lasso.